# Cypripedium montanum
Cypripedium montanum е вид растение от семейство Orchidaceae. Видът е уязвим и сериозно застрашен от изчезване.

## Разпространение
Разпространен е в Канада и САЩ.